# 千年一問
《千年一問》（英語：CHEN UEN）是一部於2020年上映的臺灣紀錄片，由王婉柔執導，紀錄台灣漫畫家鄭問。由 myVideo 於2021年6月4日同時上架播出《千年一問》、《千年一問 精華版》。

## 獎項
| 類別         | 頒獎日期       | 獎項       | 名字         | 結果 | 參考  |
| ------------ | -------------- | ---------- | ------------ | ---- | ----- |
| 第57屆金馬獎 | 2020年11月21日 | 最佳紀錄片 | 《千年一問》 | 提名 | [ 1 ] |

## 外部連結
- 千年一問的Facebook專頁
- 開眼電影網上《千年一問》的資料（繁體中文）
- 台灣電影網上《千年一問》的資料（繁體中文）
- Yahoo奇摩電影上《千年一問》的資料（繁體中文）
- 互联网电影数据库（IMDb）上《千年一問》的资料（英文）